# Hermann von Schillingsfürst
Hermann von Schillingsfürst war 1232 Gegenbischof in Eichstätt.

## Herkunft
Hermann stammte aus dem Adelsgeschlecht Schillingsfürst, benannt nach dem Ort Schillingsfürst, heute eine Stadt im mittelfränkischen Landkreis Ansbach.

## Leben
Hermann von Schillingsfürst war zunächst Bamberger Domherr. Von einem Teil des Eichstätter Domkapitels wurde er zum Bischof gewählt. Ein anderer Teil entschied sich für Heinrich III. von Ravensburg, der sich letztlich durchsetzte. Jedoch wurde zunächst Hermann vom Mainzer Metropoliten unter Bischof Siegfried III. von Eppstein bestätigt. Hermann begab sich anschließend nach Rom, um auch dort seine Rechte persönlich geltend zu machen. Heinrich III. entsendete Engelhard von Dolling zu diesen Verhandlungen und wurde im Dezember 1232 persönlich vorgeladen. Das Ergebnis der Verhandlungen lässt sich nur indirekt durch die Tatsache, dass Heinrich III. anschließend als Bischof wirkte, erschließen.